# رولاند شارویان
رولاند دانیلی شارویان (Ռոլանդ Դանիելի Շառոյան؛ زادهٔ ۱۱ اوت ۱۹۵۲) یک روزنامه‌نگار، ویراستار، نویسنده و سیاستمدار اهل ارمنستان است که از تاریخ ۸ مه ۱۹۹۸ تا تاریخ ۱۱ ژوئن ۲۰۰۳ در دولت‌های آرمن داربینیان، وازگن سارگسیان، آرام سارگسیان و آندرانیک مارگاریان سمت وزیر فرهنگ، امور جوانان و ورزش ارمنستان را برعهده داشت.

## زندگی‌نامه
در ۱۱ اوت ۱۹۵۲ در روستای آشناک، استان آراگاتسوتن به دنیا آمد و از دانشگاه دولتی ایروان فارغ‌التحصیل شد.وی از سال ۱۹۸۲ عضو اتحادیه نویسندگان ارمنستان می‌باشد. وی همچنین برنده مدال موسس خورناتسی شده‌است. 